# Онуфрів Софія
Онуфрів Софія (28 листопада 1970, Львів) — українська перекладачка з німецької та на німецьку, менеджерка українських культурних проектів.

## Біографія
Закінчила Львівський державний університет (германістика). Тривалий час працювала редактором та організатором конференцій у часописі Ї, який виходить у Львові. Була куратором числа журналу «Ґендерні студії»
Входить до спілки перекладачів «Translit», яка займається популяризацією української літератури в німецькомовному просторі. Взяла участь у літературно-соціальному проекті «Мама по скайпу», в рамках якого було перекладено німецькою антологію творів українських письменників про життя українських заробітчан та їхніх родин, а також проведено презентації видання в Німеччині, зокрема на Лейпцизькому книжковому ярмарку.
Разом з журналістом і автором-виконавцем пісень Вальтером Моссманном з Фрайбурга вона реалізувала різні літературні та музичні культурні проекти. Працює для Бундестагу як позаштатна синхронна перекладачка, організовує поїздки для берлінського туроператора Ex Oriente Lux та проводить їх в Україні. Перекладає літературні тексти в обох напрямках.
З 2008 року проживає в Берліні.

## Переклади
Переклади художньої літератури на німецьку
- Юрій Андрухович Ґ. Б., «СПРОБА АБЕТКИ», 2003
- Юрій Андрухович Ессе «Дезорієнтація на місцевості» у збірці «Остання територія», Зуркамп 2003
- Юрій Андрухович «Східно-європейська ревізія» у книзі Юрій Андруховича та Анджей Стасюка «Моя Європа», Зуркамп, 2004
- Мама по Скайпу. Антологія (разом з іншими перекладачами), 2013

Статті. Переклад з української на німецьку
- Микола Рябчук «За огорожею Меттерніхового саду», «Ї», число 20/2001
- Тарас Возняк «Проект Україна». Підсумки десятиріччя, «Ї», число 20/2001
- Емілія Огар «До питання про сучасну мовну ситуацію в Україні», «Ї», число 20/2001
- Юрій Андрухович «Спокушання пасивної» Франкфуртер Альгемайне Цайтунг, 30.04.04

Переклади художньої літератури на українську
- Томас Бруссіґ «Сонячна алея», Кальварія, Львів, 2005
- Томас Бруссіґ «Як хлопці стають чоловіками або чому ФУТБОЛ», Кальварія, Львів, 2006
- Бенджамен Лебер «CRAZY», Кальварія, Львів, 2007

Статті. Переклади з німецької на українську
- Жан Жак Реттіг «Регіоналізм 70-років», «Ї», число 20/2001
- Шломо Авіньєрі «Нові види війни — нова легітимність», «Ї» число 25/2002
- Крістофер Даазе «Тероризм — поняття, теорії та стратегії протидії», «Ї» число 25/2002
- Даніель Кон-Бендіт «Європа — це остання утопія», «Ї» число 19/2000